# L'affetto reale
L'affetto reale (연모?, YeonmoLR, lett. "Affetto"; titolo internazionale The King's Affection) è una serie televisiva sudcoreana trasmessa su KBS2 dall'11 ottobre al 14 dicembre 2021, basato sul manhwa Yeonmo di Lee So-young. A livello internazionale, è stata distribuita in contemporanea su Netflix.
La serie è stata ben ricevuta dalla critica, che ha ritenuto sovvertisse i tradizionali ruoli di genere e presentasse una visione più aperta dell'amore rispetto ad altre serie realizzate in precedenza nelle quali una donna si fa passare per un uomo; ha inoltre ritenuto che il modo in cui la situazione fosse presentata trascendesse la dimensione del melodramma e si estendesse verso le lotte per l'affermazione di sé e quelle contro i pregiudizi combattute dalle minoranze, oltre a richiamare il conflitto moderno tra i giovani e la generazione più anziana. La completa immedesimazione di Park Eun-bin nel personaggio è stata considerata uno dei motivi principali della popolarità della serie tra il pubblico, sia in Corea del Sud, dove ha raggiunto il 12,1% di share con l'ultimo episodio, sia all'estero, dove L'affetto reale è più volte figurato nella top 10 dei programmi più visti di Netflix.

## Trama
Joseon. Quando la principessa Han, moglie del principe ereditario, partorisce una coppia di gemelli – un presagio funesto per la famiglia reale – il re ordina che la femmina venga uccisa, sostenuto da lord Sangheon; tuttavia, la donna riesce a far credere che sia già morta e a farla allontanare in segreto da palazzo. Alcuni anni dopo la piccola, a cui è stato dato nome Dam-yi, incontra il fratello Hwi e, vista la loro spiccata somiglianza, il principe le chiede di sostituirsi a lui in alcune occasioni, ma un giorno vengono scoperti dalla principessa Han, che rimane sconvolta al trovarsi dinanzi la figlia perduta. Intanto, lord Sangheon scopre che Dam-yi è ancora viva e ne ordina l'uccisione, finendo però per togliere la vita al principe ereditario, che in quel momento aveva preso il suo posto: la principessa Han costringe dunque Dam-yi a continuare a farsi passare per Hwi.
Raggiunta l'età adulta, a Hwi viene assegnato come precettore Jung Ji-woon, suo amico d'infanzia e primo amore; il ragazzo sta ancora cercando Dam-yi dopo la sua improvvisa scomparsa, ed è inoltre figlio dell'assassino del vero Hwi.

## Personaggi e interpreti
- Principe ereditario Lee Hwi/Dam-yi/Yeon-seon, interpretato da Park Eun-bin e Choi Myung-bin (da bambino)
- Jung Ji-woon, interpretato da Rowoon e Go Woo-rim (da bambino)
- Lee Hyun, principe Jaeun, interpretato da Nam Yoon-su e Choi Ro-woon (da bambino)
Cugino di Hwi da parte di padre, è a conoscenza della sua vera identità.
- Kim Ga-on/Kang Eun-seo, interpretato da Choi Byung-chan e Ok Chan-yu (da bambino)
Guardia del corpo di Hwi.
- Shin So-eun, interpretata da Bae Yoon-kyung
Figlia del ministro del personale, è innamorata di Ji-woon.
- Noh Ha-kyung, interpretata da Jung Chae-yeon
Figlia del ministro degli affari militari, si innamora di Hwi dopo un incontro casuale e decide di diventarne la consorte.
- Han Ki-jae, lord Sangheon, interpretato da Yoon Je-moon
Consigliere di sinistra e nonno materno di Hwi, vuole che diventi re a qualunque costo.
- Ispettore Jung Seok-jo, interpretato da Bae Soo-bin
Padre di Ji-woon e braccio destro di lord Sangheon.
- Re Hyejong, interpretato da Lee Pil-mo
Padre di Hwi.
- Dama di corte Kim, interpretata da Baek Hyun-joo
Al servizio di Hwi, è una delle poche persone a conoscere la sua vera identità.
- Eunuco Hong, interpretato da Ko Kyu-pil e Kim Gun (da bambino)
Compagno di giochi e migliore amico del defunto Hwi, in seguito diventa il servitore della sorella, ed è una delle poche persone a conoscere la sua vera identità.
- Comandante Yoon Hyeong-seol, interpretato da Kim Jae-cheol
Guardia del corpo di re Hyejong, ricevette l'incarico di portare in salvo Dam-yi al momento della sua nascita.
- Dama Kim, interpretata da Park Eun-hye
Madre di Ji-woon.
- Bang Jil-geum, interpretato da Jang Se-hyun
- Bang Young-ji, interpretata da Lee Soo-min
- Guardia di palazzo Gu, interpretato da Heo Jung-min
- Lee Jeong, principe Wonsan, interpretato da Kim Taek e Kim Joon-ho (da giovane)
Fratello maggiore di Lee Hyun.
- Principe Changwoon, interpretato da Kim Seo-ha
Zio di Hwi da parte di padre.
- Regina madre, interpretata da Lee Il-hwa
Madre di re Hyejong.
- Regina, interpretata da Son Yeo-eun
Seconda moglie di re Hyejong e madre di Lee Gyeom.
- Lee Gyeom, gran principe Jehyeon, interpretato da Cha Sung-jae
Fratellastro minore di Hwi.
- Noh Hak-su, interpretato da Jung Jae-seong
Ministro degli affari militari e padre di Ha-kyung.
- Shin Young-soo, interpretato da Park Won-sang
Ministro del personale e padre di So-eun.
- Lord Changchun, interpretato da Son Jong-hak
Primo consigliere e padre della regina, ingaggia una lotta di potere con lord Sangheon.
- Yang Moon-soo, interpretato da Kim In-kwon
- Park Beom-du, interpretato da Noh Sang-bo
- Choi Man-dal, interpretato da Kim Min-seok
- Principessa Han, interpretata da Han Chae-ah
Figlia di lord Sangheon e madre di Hwi.
- Eunuco capo, interpretato da Park Ki-woong
- Vice ministro dei riti della dinastia Ming, interpretato da Lee Seo-hwan

## Produzione

### Sceneggiatura
Il manhwa presupponeva che, tra Seongjong e Yejong, avesse regnato un sovrano non riportato negli annali della storia della Corea, ma la produzione ha deciso di rimuovere qualunque riferimento a personaggi realmente esistiti, rendendo il padre di Hwi un re fittizio e cambiando il background del protagonista maschile.

### Cast

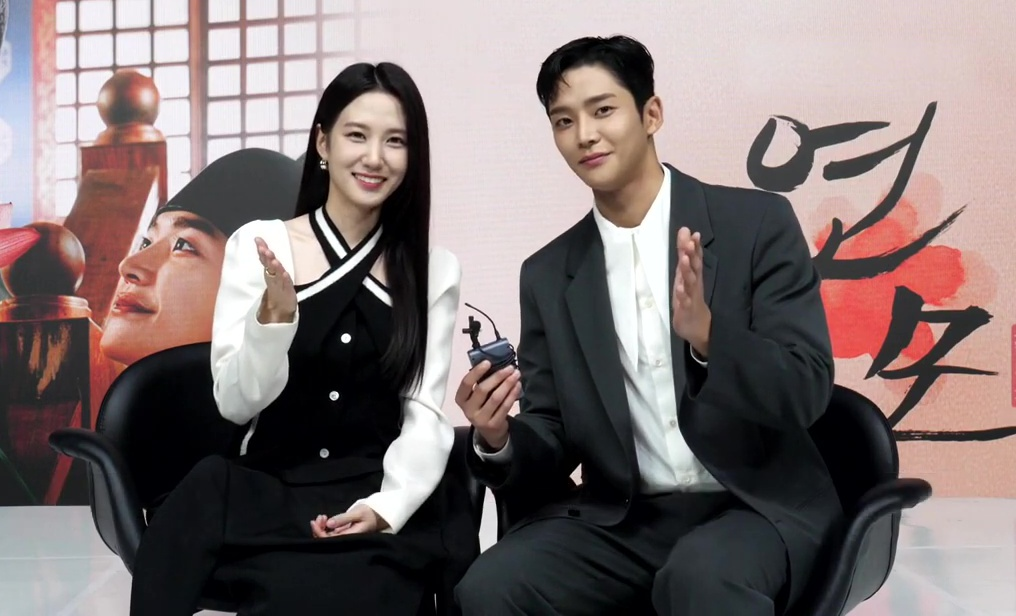
Park Eun-bin e Rowoon intervistati per la serie a ottobre 2021.

Il 17 dicembre 2020, Ilgan Sports riferì che Park Eun-bin avrebbe interpretato la protagonista femminile del nuovo drama in costume della KBS intitolato Yeonmo. In giornata, l'agenzia dell'attrice, Namoo Actors, chiarì con Newsen che stava ancora valutando l'offerta. Il 15 gennaio 2021, sempre Ilgan Sports identificò Rowoon come il protagonista maschile, ma FNC Entertainment dichiarò che per il momento si stava concentrando sulle riprese di Seonbae, geu lipstick bareuji ma-yo e niente era stato deciso.
Nei mesi successivi si unirono al cast Nam Yoon-su, Choi Byung-chan e Jung Chae-yeon, e nel frattempo Park Eun-bin e Rowoon furono confermati il 19 marzo 2021. Nam decise di partecipare alla serie, la sua prima in costume, per fare nuove esperienze e perché aveva trovato il personaggio di Lee Hyun imprevedibile, mentre Rowoon per via della storia d'amore raccontata e perché voleva cimentarsi in un dramma in costume.
Park Eun-bin ricevette il copione di L'affetto reale in un periodo nel quale stava pensando di voler provare a recitare di nuovo in una serie in costume, visto che l'ultima alla quale aveva partecipato era stata Bimir-ui mun nel 2014. Pur consapevole che ci sarebbero state altre occasioni in futuro di realizzare il suo desiderio, decise di accettare il ruolo perché la premessa della serie era molto attraente e dubitava avrebbe avuto un'altra occasione di interpretare un re. Alla conferenza stampa prima della messa in onda, Park ha commentato che, nonostante avesse assunto il ruolo di Lee Hwi con sicurezza, aveva avuto delle difficoltà a renderlo convincente perché non era mai capitato prima che una donna interpretasse un re. Invece di cercare di mascherarsi semplicemente da uomo, ha tentato di concentrarsi sul mostrare perché dovesse fingere di esserlo e sui momenti nei quali Hwi affronta dubbi e pericoli mentre la verità rischia di venire a galla, dichiarando che voleva che fosse visto come una persona a prescindere dal genere. Ha inoltre seguito lezioni di equitazione e prestato attenzione ad adattare il tono della voce affinché cambiasse leggermente in base alle persone che circondavano Hwi.

### Riprese e promozione
Le riprese iniziarono ad aprile 2021 e terminarono il 15 novembre. Furono messe in pausa il 26 luglio dopo che una delle comparse risultò positiva al COVID-19, riprendendo il 28 luglio, e interrotte nuovamente per la giornata del 6 agosto in seguito allo scoppio di un incendio su uno dei set della serie, il villaggio coreano di Yongin (provincia del Gyeonggi), nella tarda serata del giorno precedente. Tra i luoghi delle riprese sono figurati anche il villaggio di Hangae nella contea di Seongju e il tempio Hanjujeongsa sulla sua sommità, il tempio Gyeonggijeon, la sua hyanggyo (scuola provinciale) e il villaggio hanok a Jeonju, la scuola confuciana Munheon (문헌서원?) a Seocheon-gun, il parco provinciale di Mungyeong Saejae a Mungyeong, il Buan Cinema Theme Park, la roccia Itaesarang a Geochang, il padiglione Manhyujeong ad Andong, il giardino Gwanghalluwon a Namwon, e le fortezze Jukjusanseong ad Anseong e Sangdangsanseong a Cheongju.
La data di messa in onda fu annunciata un mese prima, il 6 settembre, con la pubblicazione di un poster raffigurante i due protagonisti uno di fronte all'altra. Il 13 e il 20 settembre furono distribuiti i teaser video, mentre il 16 e il 23 settembre la rete televisiva KBS pubblicò due poster recanti la frase "Sentimenti ardenti che non bisognerebbe nutrire avventatamente" (함부로 품어선 안 될 간절한 그 마음?), il primo con Park e Rowoon, il secondo con tutto il cast principale. Il giorno successivo fecero seguito i poster singoli dei personaggi. Un ultimo poster, sempre con la coppia principale, fu pubblicato il 30 settembre.

## Colonna sonora
1. Super Junior-K.R.Y. – Shadow of You (그림자 사랑?) – 3:51 (testo: Han Seong-ho – musica: Lee Hyun-seung, TM)
2. Lyn – One and Only (알아요?) – 4:10 (testo: Han Seong-ho – musica: Park Geun-tae, Kang Eun-kyung, Kim Do-hoon (RBW), Lee Hyun-seung, Hwang Tae-young)
3. Baek Ji-young – If I – 3:41 (VIP)
4. An Da-eun – I Believe – 3:46 (testo: Han Seung-hoon, Kim Chang-rak (Aiming), Kim Soo-bin (Aiming) – musica: Han Seung-hoon, Kim Chang-rak (Aiming), Kim Soo-bin (Aiming), Kang Min-hoon (Aiming))
5. Vromance – Hide and Seek (숨바꼭질?) – 3:39 (testo: Han Seong-ho – musica: Han Seong-ho, Park Soo-seok, Seo Ji-eun, Moon Kim)
6. Haeyoon (Cherry Bullet) – Full of You (티가 나?) – 3:16 (testo: Han Seong-ho, Jxxdxn – musica: Lee Hyun-seung, TM)
7. Vromance – Full of You (티가 나?) – 3:15 (testo: Han Seong-ho, Jxxdxn – musica: Lee Hyun-seung, TM)
8. Rowoon (SF9) – No Goodbye In Love (안녕?) – 3:16 (testo: Han Seong-ho, Kim Do-hoon (RBW) – musica: Kim Do-hoon (RBW))
9. The King's Affection – 2:30 (musica: Park Min-ji)
10. Marchen – 2:27 (musica: Kang Myung-soo)
11. Dreaming – 3:26 (musica: Kang Myung-soo)
12. The Crown – 2:50 (musica: Fara Effect)
13. Empire – 2:00 (musica: Roark)
14. Virtual Traditional Human – 1:41 (musica: Roark)
15. Nostalgic Heart – 2:47 (musica: Park Min-ji)
16. Lotus Blossom – 2:56 (musica: Fara Effect)
17. Fate – 4:20 (musica: Fara Effect)
18. King’s Love Waltz – 2:36 (musica: Park Min-ji)

Durata totale: 56:27

## Accoglienza

### Critica
L'affetto reale è stato nel complesso ben ricevuto dalla critica, sia in patria, sia all'estero. Diverse testate hanno ritenuto che avesse aperto un nuovo orizzonte nelle storie di donne travestite da uomo e che l'indipendenza di Hwi e il modo in cui salvasse più volte Ji-woon costituisse un cambiamento a 180° nei ruoli di genere di una tipica serie romantica, apprezzando "il raro tentativo" di far occupare alla protagonista femminile una posizione sociale più alta, invece che narrare nuovamente del triste amore tra un uomo altolocato e una donna di umili origini, e osservando che il concept della donna che si fa passare per un uomo trascendesse la dimensione del melodramma, estendendosi verso la dimensione delle battaglie per i valori e l'affermazione di sé, e paragonandolo alle lotte contro i pregiudizi combattute dalle minoranze escluse per la loro diversità. Definendo il drama "interessante e diverso" da altre serie precedenti in cui la protagonista indossava panni maschili, come Coffee prince 1hojeom, Seonggyun-gwan scandal o Gureumi geurin dalbit, l'agenzia di stampa thailandese Workpoint Today ha osservato che il fatto che il protagonista si innamorasse a prescindere dal sesso dell'altra persona potesse essere considerato un tentativo di aiutare a normalizzare l'amore senza confini, confondendo la demarcazione tra femminilità e mascolinità ancora profondamente radicata nella società sudcoreana, e ha apprezzato l'assenza della classica scena in cui il protagonista maschile s'interroga sul perché gli piaccia una persona dello stesso sesso. Attraverso la riproposta di scene stereotipate, ma nelle quali Ji-woon adotta comportamenti solitamente attribuiti ai personaggi femminili, e i dibattiti sugli insegnamenti di Confucio, ha inoltre identificato la volontà di infrangere la distinzione tra ruoli maschili e femminili particolarmente chiara nelle serie d'ambientazione storica, e la convinzione che le credenze popolari non dovrebbero più definire la sessualità. AlloCiné ha trovato l'intonazione evocatrice di Mulan, ma osservato che la serie si distinguesse per la trama molto leggera e narrasse le peregrinazioni sentimentali di una giovane in un ambiente fondamentalmente patriarcale, definendola "femminista in più di un modo". In generale, la critica ha apprezzato la visione più aperta dell'amore presentata dalla serie, ritenendola più audace dei precedenti drama storici con lo stesso concept vista la maggiore presenza di elementi queer, non solo nel rapporto BL tra Hwi e Ji-woon, ma anche in quello GL tra Hwi e Ha-kyung.
Complimenti sono stati inoltre diretti all'estetica dei set e dei costumi, e alle interpretazioni dei protagonisti, soprattutto alla performance di Choi Myung-bin nei ruoli sia di Dam-yi, sia del fratello Hwi da bambini, e a quella più sfumata di Park Eun-bin, la cui completa immedesimazione nel personaggio è stata considerata uno dei motivi principali della popolarità della serie. Il drama ha poi attirato commenti positivi per la rappresentazione della gioventù che combatte contro lo status quo al fine di proteggere i propri diritti e la propria felicità, esprimendo liberamente, in un mondo immaginario, metafore della realtà e tabù sociali difficilmente gestibili in una serie ambientata in epoca moderna, come il tentativo della generazione più anziana di definire arbitrariamente e incasellare i giovani in base ai propri desideri: in particolare, l'ambizione di Han Ki-jae di esercitare il potere manovrando Hwi come una marionetta ha evocato la campagna elettorale per l'elezione del nuovo Presidente della Corea del Sud e il modo in cui la comunità politica incitasse i giovani a votare.
Il critico di cultura popolare Jung Deok-hyun ha tuttavia osservato che, sebbene sarebbe stato possibile che un principe ereditario si innamorasse di un eunuco, vedere Ji-woon corteggiare Hwi fosse sconcertante, giacché, tenendo in considerazione la struttura di potere di Joseon e la discriminazione tra uomini e donne al tempo vigente, sarebbe stato più comune assistere al contrario, considerando la posizione di maggior potere di Hwi; di conseguenza, ha trovato le dinamiche tra i due personaggi poco plausibili, anche per il fatto che Ji-woon ignorasse il vero genere di Hwi, e ha osservato che, se il rapporto fosse stato trattato con maggiore serietà e accortezza, sarebbe potuto diventare un vero drama queer, specialmente se la produzione avesse deciso di optare per la narrazione di un vero amore omosessuale. Ha comunque osservato che fosse un drama "stranamente eccitante", probabilmente per via della storia d'amore che supera gerarchia e genere, e che, nonostante le situazioni ridicole e la scarsa plausibilità della vicenda, fosse riuscito a catturare il pubblico facendogli credere che una storia simile potesse avere effettivamente luogo.
Tae Yoo-na di Hankyung ha invece trovato lo sviluppo sciatto, l'impostazione dei personaggi goffa e il casting sbagliato, sostenendo che il fisico e l'altezza di Park Eun-bin fossero troppo minuti rispetto al metro e novanta di Rowoon e che non le permettessero di esprimere la dignità di un principe ereditario. Stephen McCarty del South China Morning Post ha osservato che la serie avrebbe potuto tagliare alcuni spargimenti di sangue senza perdere forza narrativa.
L'affetto reale è figurato al sesto posto nella lista dei migliori drama coreani del 2021 secondo NME.

### Pubblico
Secondo Nielsen Korea, L'affetto reale ha debuttato in Corea del Sud con uno share medio nazionale del 6,2%. L'episodio 6 ha segnato gli ascolti più bassi per la serie, con uno share medio nazionale del 5,5% e dello 4,8% nell'area metropolitana di Seul, ma dopo la conclusione di Hong Cheon-gi, uno dei programmi concorrenti della serata del lunedì-martedì, l'episodio 7 ha registrato i migliori ascolti per il drama, che è arrivato a toccare il 10% con l'episodio 13 e si è concluso con il 12,1%.
Dopo due settimane dalla messa in onda, L'affetto reale è entrato nella top 10 dei programmi più visti di Netflix a livello globale e nella top 5 in Hong Kong, Indonesia, Giappone, Malaysia, Filippine, Singapore, Thailandia e Vietnam. In seguito alla pubblicazione degli episodi 9 e 10, avvenuta il 10 novembre, è figurato all'ottavo posto nella classifica globale, e al primo posto dei programmi coreani più visti per tre giorni consecutivi, mentre il 23 novembre era quarto nella top 10 globale dei programmi di Netflix non in lingua inglese, con 15,64 milioni di ore guardate.

## Riconoscimenti
- APAN Star Award
  - 2022 – Candidatura a Premio alla massima eccellenza, attrice in una miniserie per Park Eun-bin[58]
  - 2022 – Candidatura a Premio all'eccellenza, attore in una miniserie per Rowoon[58]
- Baeksang Arts Award
  - 2022 – Candidatura a Miglior attrice televisiva per Park Eun-bin[59]
- International Emmy Award
  - 2022 – Miglior telenovela[60]
- Korean Broadcasting Award
  - 2022 – Miglior attrice per Park Eun-bin[61]
- Korea First Brand Award
  - 2021 – Idol donna attrice per Jung Chae-yeon[62]
- KBS Drama Award[63][64]
  - 2021 – Miglior coppia per Park Eun-bin e Rowoon
  - 2021 – Miglior nuovo attore per Rowoon
  - 2021 – Miglior giovane attrice per Choi Myung-bin
  - 2021 – Premio popolarità, attore per Rowoon
  - 2021 – Premio popolarità, attrice per Park Eun-bin
  - 2021 – Premio alla massima eccellenza, attrice per Park Eun-bin
  - 2021 – Candidatura a Miglior nuovo attore per Nam Yoon-su
  - 2021 – Candidatura a Miglior nuova attrice per Jung Chae-yeon
  - 2021 – Candidatura a Miglior nuovo attore per Ko Woo-rim
  - 2021 – Candidatura a Premio all'eccellenza, attrice in una miniserie per Park Eun-bin
- Seoul International Drama Award
  - 2022 – Candidatura a Miglior sceneggiatura per Han Hee-jung[65]